# Micronia fuscifimbria
Micronia fuscifimbria är en fjärilsart som beskrevs av Warren. Micronia fuscifimbria ingår i släktet Micronia och familjen Uraniidae. Inga underarter finns listade i Catalogue of Life.